# Alburnoides idignensis
Alburnoides idignensis — вид коропоподібних риб роду Бистрянка (Alburnoides) родини Ялецеві (Leuciscidae). Мешкає у річках Ірану.